# Mata do Ipê
Parque Ecológico Mata do Ipê ou Parque Municipal Mata do Ipê (também conhecido apenas como Mata do Ipê), é um parque densamente arborizado localizado em Uberaba, Minas Gerais. Criado em 1976, desde então integra projetos comunitários voltados à conscientização ambiental e ao lazer de alunos e visitantes do local.

## Biodiversidade

### Fauna
Com a fauna bem preservada, no interior do parque podem ser encontradas várias espécies de patos, gansos, pavões, peixes e tartarugas. No local, é comum observar essas aves alimentando-se dos peixes que habitam os lagos. Além das aves e peixes, o parque abriga outras espécies nativas da fauna regional, que contribuem para a preservação da biodiversidade local. Sua vegetação é composta predominantemente por floresta semidecídua, incluindo também espécies exóticas que valorizam o ambiente, colaboram para o microclima e servem como reduto de avifauna. O parque ainda oferece passeios ecológicos agendados nas trilhas, com placas indicativas das espécies mais relevantes, proporcionando aos visitantes contato direto com a natureza.
O parque já acolheu também alguns primatas soltos, como o macaco-prego "Chico", que em 2008 foi transferido para um zoológico em Araxá, onde veio a falecer, após tornar-se arredio e representar risco aos visitantes. Entre 2019 e 2021, o parque esteve fechado para visitação pública e passou por revitalização, que incluiu ações de manutenção da flora e da infraestrutura.